# Apró kéreghangya

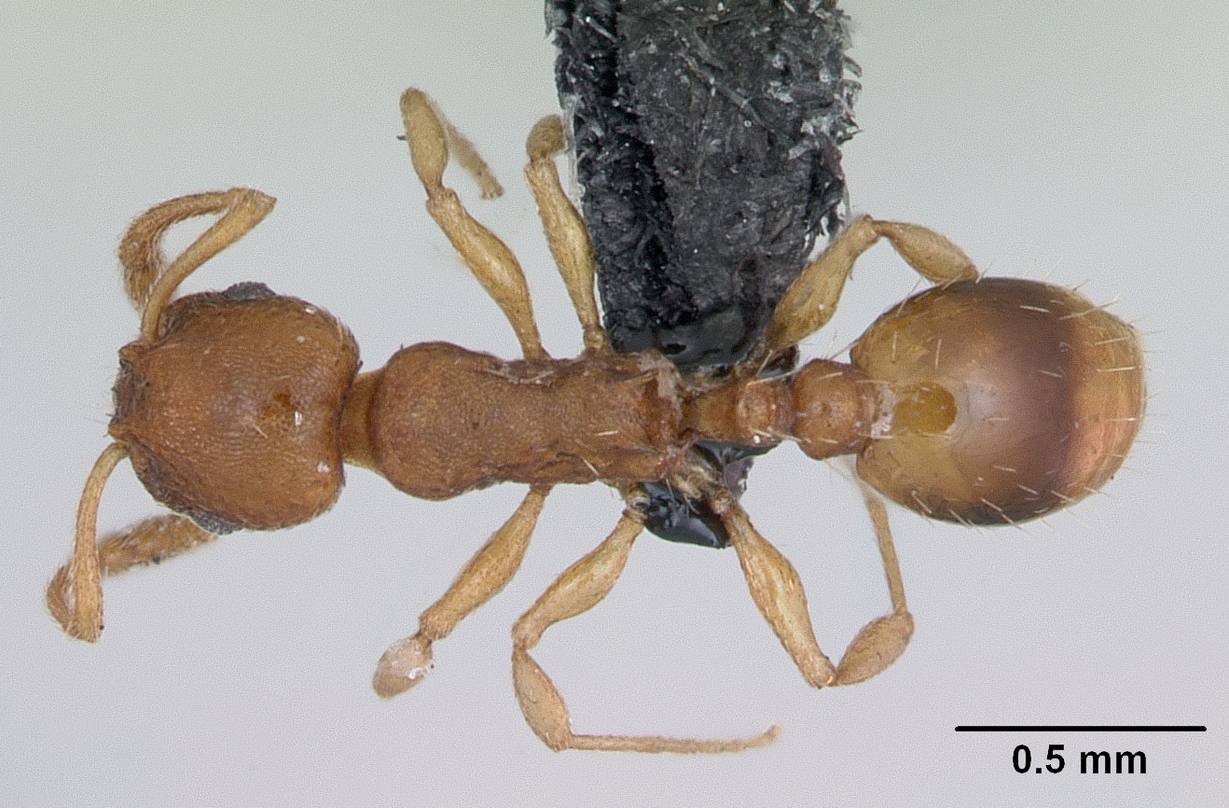
Dolgozója fölülnézetben

Az apró kéreghangya (Temnothorax parvulus) a bütyköshangyaformák (Myrmicinae) alcsaládba sorolt szívhangyarokonúak (Crematogastrini) nemzetségben a kéreghangya (Temnothorax) egyik, Magyarországon is honos faja.

## Származása, elterjedése
Eurázsiában terjedt el Gibraltártól Türkmenisztánig; Algériában a Földközi-tenger partvidékén fordul elő szórványosan. A Balti-tengerben Gotland és Öland szigetén települt meg (Lőrinczi). Kelet-Lengyelországba és a tenger keleti partvidékére már nem jutott el.

## Megjelenése, felépítése
Neve arra utal, hogy még a közismerten kis termetű kéreghangyák között is kicsinek számít.

## Életmódja, élőhelye
Mediterrán–szubmediterrán jellegű, meleg- és szárazságkedvelő faj. Egykirálynős, néhány tucat (max. 100–200) dolgozós fészkeit a szárazabb, nyíltabb lomberdőkben (főleg tölgyesekben) rendezi be. A helyenként igen sűrűn sorjázó fészkek (megfigyelt legnagyobb gyakorisága 139 fészek/100 m²) lehetnek a talajban, korhadt fában, kövek alatt, avarban, mohában, termésekben, sőt gubacsokban is.
Túlnyomórészt ragadozó. Félfedelesszárnyúakat (Hemiptera) nem látogat, legfeljebb a róluk lecsepegett mézharmatot nyalogatja fel (Lőrinczi).
Nemének több más tagjához hasonlóan szezonálisan többfészkű: nyárra az egyes kolóniák néhány tucat dolgozóból álló kisebb egységekre bomlanak fel (ez a jelenség a kolóniahasadás). Az egységek külön-külön fészkelőhelyet foglalnak el, ezek egyikében a királynővel. Viszonylag későn, augusztus eleje és szeptember közepe között, a napfelkeltét követő órákban repül. úgy, hogy az új bolyok alapítása pleometrikus (Lőrinczi) — tehát azt több királynő együttműködve alapítja, de az első dolgozók megjelenése után riválisokká válnak, és a küzdelem végén csak egyikük marad életben.